# اللغة الكنزية
اللغة الكنزية هي أحد اللغات النوبية الموجودة في مصر، ويستخدمها الناس في شمال الماهاس -أحد العرقيات النوبية-  في مصر، وهي ترتبط مُباشرة باللغة الدنقلية -لغة نوبية في السودان-، حيث إن هاتين اللغتين يُعتبران تاريخيًا لغتين منوعتين للغة واحدة